# Gabriel Brnčić Isaza
Gabriel Brnčić Isaza (Santiago de Chile, 6. veljače 1942.) je čileanski skladatelj, pedagog i specijalist za elektroakustičnu tehnologiju i elektroničku glazbu. Hrvatskog je podrijetla.

## Životopis
Gabriel Brnčić Isaza rođen je u Čileu. Studirao je violinu i obou na Nacionalnom konzervatoriju te kompoziciju kod Gustava Becerra-Schmidta na Glazbenom fakultetu (Facultad de Artes Musicales y de la Representación) Sveučilišta u rodnome gradu. 1965. emigrira u Argentinu, gdje kao stipendist Zaklade »Torcuato di Tella« (1965-67) nastavlja studij glazbe na Centro Latinoamericano de Altos Estudios Musicales (CLAEM) u Buenos Airesu. U razredu Alberta Ginastere, Francisca Kröpfla i Gerarda Gandinia završava i postdiplomski studij kompozicije i elektroakustične glazbe te 1967. počinje raditi kao prevoditelj, skladatelj i pedagog. Usavršavao se kod Iannisa Xenakisa, Johna Cagea i Luigia Nona. 1974. napušta Argentinu zbog nepovoljnih političkih prilika i militarističkog režima te s obitelji seli u Šanjolsku, u Barcelonu. 
Gabriel Brnčić Isaza sklada pretežito instrumentalnu glazbu za najrazličitije sastave, primjerice Oktet za dvije trube, dva roga, dva trombona i dvije tube; Kaleidoskop za obou, komorni orkestar i udaraljke; Ritmus za udaraljke i vibrafon; Quodlibeti za komorni orkestar; Kantata za zbor, gudački orkestar, udaraljke i elektroniku, itd. Prirodne zvukove glazbala i ljudski glas u mnogim svojim skladbama često i vješto elektronski obrađuje. Dopisni je član Akademije lijepih umjetnosti Čileanskoga instituta.

## Nagrade i priznanja
- 1966. – 1. nagrada na natječaju kubanske organizacije Casa de las Américas
- 1967, 1968. i 1969. - nagrada Instituta za glazbena istraživanja Čileanskoga sveučilišta (Instituto de Extensión Musical de la Universidad de Chile)
- 1984. – 1. nagrada na Međunarodnom festivalu glazbe i elektroakustičkoga stvaralaštva (Concours Internationaux de Musique et d’Art Sonore Electroacoustiques) u Bourgesu
- 1985. - nagrada Grada Barcelone (Premio Ciudad de Barcelona)
- 2003. - medalja Čileanskoga glazbenog vijeća (Consejo Chileno de la Música)

## Popis djela
| Godina   | Skladba | Vrsta glazbe                               |
| -------- | --- | ------------------------------------------ |
| 1963.    | Oda a la energía, za orkestar                                                                                           | Orkestralna glazba                         |
| 1964.    | Génesis, elektroakustička scenska glazba (balet)                                                                        | Scenska glazba (balet)                     |
| 1964.    | Máquinas, elektroakustička scenska glazba                                                                               | Scenska glazba                             |
| 1964.    | Yasi-Yatere, za komorni sastav                                                                                          | Instrumentalna glazba                      |
| 1964.    | Dialexis, za udaraljke, glasovir, čelestu i magnetofonsku vrpcu                                                         | Instrumentalna glazba (vrpca)              |
| 1966.    | Quodlibet, za saksofon, violu, trubu, električnu gitaru i električne orgulje ili za dva altsaksofona, violu i vibrafon  | Instrumentalna glazba                      |
| 1966.    | Quodlibet II, elektroakustička glazba u realnom vremenu (sintesajzer)                                                   | Elektroakustička glazba                    |
| 1967.    | Volveremos a las montañas, elektroakustička glazba                                                                      | Elektroakustička glazba                    |
| 1967.    | Concierto para viola y orquesta (Koncert za violu i orkestar)                                                           | Orkestralna glazba (koncert)               |
| 1967.    | Acuérdate, ha muerto..., za elektronski procesuirane klarinet i violinu                                                 | Instrumentalna glazba (elektronika)        |
| 1967.    | Acuerdate, ha muerto… (2. verzija), za elektronski procesuirane obou, klarinet, violinu i violu                         | Instrumentalna glazba (elektronika)        |
| 1967-71. | 24 Quodlibet | -                                          |
| 1968.    | Quodlibet IV, za harmoniku                                                                                              | Solistička glazba                          |
| 1968.    | Volveremos a las montañas (2. verzija), elektroakustička glazba                                                         | Elektroakustička glazba                    |
| 1968.    | Quodlibet VIII, za obou, engleski rog i elektroniku                                                                     | Instrumentalna glazba (elektronika)        |
| 1968.    | Quodlibet VIII (2. verzija), za flautu, violu, kontrabas, engleski rog i elektroniku                                    | Instrumentalna glazba (elektronika)        |
| 1968.    | Quodlibet VIII (3. verzija), za flautu, violu, i elektroniku                                                            | Instrumentalna glazba (elektronika)        |
| 1968.    | Puerto Montt, elektroakustička glazba                                                                                   | Elektroakustička glazba                    |
| 1969.    | Quodlibet XVII, za orkestar, zbor i plesače                                                                             | Scenska glazba (balet)                     |
| 1969.    | El túnel, elektroakustička glazba                                                                                       | Elektroakustička glazba                    |
| 1970.    | Preludio de madera, elektroakustička glazba                                                                             | Elektroakustička glazba                    |
| 1970.    | Preludio de cristal, elektroakustička glazba                                                                            | Elektroakustička glazba                    |
| 1970.    | Batucada, elektroakustička glazba                                                                                       | Elektroakustička glazba                    |
| 1971.    | Donald Blues, elektroakustička glazba                                                                                   | Elektroakustička glazba                    |
| 1971.    | Agua, elektroakustička glazba                                                                                           | Elektroakustička glazba                    |
| 1972.    | Cuarteto (2. verzija), za violinu, dvije viole i magnetofonsku vrpcu                                                    | Instrumentalna glazba (vrpca)              |
| 1973.    | Música de 1973, za glasovir, violu, sintesajzer i magnetofonsku vrpcu                                                   | Instrumentalna glazba (vrpca)              |
| 1975-76. | Chile fértil provincia, za violu, kontrabas, udaraljke i magnetofonsku vrpcu                                            | Instrumentalna glazba (vrpca)              |
| 1976.    | Arpégios, elektroakustička glazba                                                                                       | Elektroakustička glazba                    |
| 1976.    | Un día en el jardín del gigante, scenska glazba za glasovir, udaraljke i magnetofonsku vrpcu                            | Scenska glazba                             |
| 1976.    | Salvat-Papasseit i la seva època, elektroakustička scenska glazba                                                       | Scenska glazba (elektorakustika)           |
| 1976.    | Quodlibet IV (2. verzija), za glasovir i magnetofonsku vrpcu                                                            | Solistička glazba (vrpca)                  |
| 1976.    | Cueca para la exaltación de Jorge Peña Hen, za gitarski duo                                                             | Solistička glazba (gitare)                 |
| 1977.    | Un jardín para todos, elektroakustička scenska glazba                                                                   | Scenska glazba (elektorakustika)           |
| 1977.    | Variaciones I, elektroakustička glazba                                                                                  | Elektroakustička glazba                    |
| 1979.    | Tonada larga a Recabarren, za violončelo i glasovir                                                                     | Instrumentalna glazba                      |
| 1979.    | Destierro, elektroakustička glazba                                                                                      | Elektroakustička glazba                    |
| 1979-81. | Cielo, za viole i magnetofonsku vrpcu                                                                                   | Solistička glazba (vrpca)                  |
| 1980.    | Memorias, za udaraljke, violinu i magnetofonsku vrpcu                                                                   | Solistička glazba (vrpca)                  |
| 1980.    | Música de las apariencias, za violinu i magnetofonsku vrpcu                                                             | Solistička glazba (vrpca)                  |
| 1980.    | Coral retrato, za tenora, violu, klarinet i magnetofonsku vrpcu                                                         | Instrumentalna glazba (vrpca)              |
| 1980.    | Aria y pasacalle, za flautu, klarinet, kontrabas, gitaru i magnetofonsku vrpcu                                          | Instrumentalna glazba (vrpca)              |
| 1981.    | Nuestra América, za udaraljke i magnetofonsku vrpcu                                                                     | Solistička glazba (vrpca)                  |
| 1981.    | Grisalla | –                                          |
| 1982.    | Grisalla (2. verzija), elektroakustička scenska glazba                                                                  | Scenska glazba (elektorakustika)           |
| 1982.    | Bach y las monedas, elektroakustička scenska glazba                                                                     | Scenska glazba (elektorakustika)           |
| 1982.    | Nuestra América (2. verzija), elektroakustička glazba uz magnetofonsku vrpcu                                            | Elektroakustička glazba                    |
| 1982.    | Las afinidades electivas 1982, za polifone analogne sintesajzere (polymoogs)                                            | Elektronička glazba                        |
| 1982.    | Canciones con sintetizador, elektroakustička glazba uz magnetofonsku vrpcu                                              | Elektroakustička glazba                    |
| 1983.    | Polifonía de Barcelona, za komorni ansambl i njihovu elektroakustički obrađenu izvedbu u realnom vremenu                | Instrumentalna glazba                      |
| 1983.    | Triunfo por las madres de Plaza de mayo, za gitaru, glas i magnetofonsku vrpcu                                          | Vokalna glazba (uz glazbala)               |
| 1983.    | Polifonía de Venecia, elektroakustička glazba uz magnetofonsku vrpcu                                                    | Elektroakustička glazba                    |
| 1984.    | Variaciones sobre sonatas e interludios, za violu, električnu gitaru i magnetofonsku vrpcu                              | Instrumentalna glazba (vrpca)              |
| 1985.    | Concierto Gótico, za violu i magnetofonsku vrpcu                                                                        | Solistička glazba (vrpca)                  |
| 1985.    | Chile fértil provincia (2. verzija), za violu, kontrabas, udaraljke, glas i magnetofonsku vrpcu                         | Instrumentalna glazba (vrpca)              |
| 1985.    | Concierto Gótico, elektroakustička glazba uz magnetofonsku vrpcu                                                        | Elektroakustička glazba                    |
| 1985.    | Concierto Gótico, za violu ili violončelo i magnetofonsku vrpcu                                                         | Instrumentalna glazba (vrpca)              |
| 1985.    | Quodlibet IV (3. verzija), za glasove i magnetofonsku vrpcu                                                             | Vokalna glazba (vrpca)                     |
| 1985.    | Opera Rotas, za glasove, komorni orkestar i elektroakustiku                                                             | Vokalna glazba (uz orkestar)               |
| 1986.    | Clarinen Tres, za klarinet i magnetofonsku vrpcu                                                                        | Solistička glazba (vrpca)                  |
| 1986.    | Des' être, za računalno upravljani sintesajzer i dvije viole                                                            | Solistička glazba (elektronika)            |
| 1986.    | Tres Estilos, za gitaru i elektroniku                                                                                   | Solistička glazba (elektronika)            |
| 1987.    | Ese Mar, za rog, tubu i magnetofonsku vrpcu                                                                             | Instrumentalna glazba (vrpca)              |
| 1987.    | Ciudad Encantada, za magnetofonsku vrpcu                                                                                | Elektronička glazba (vrpca)                |
| 1987.    | Melodies, za altsaksofon solo                                                                                           | Solistička glazba (vrpca)                  |
| 1987-88. | Música de cámara I, II y III, za različite skupine glazbala                                                             | Instrumentalna glazba                      |
| 1988.    | Passacaglia, za sintesajzere i magnetofonsku vrpcu                                                                      | Elektronička glazba                        |
| 1988.    | Sexteto para violas, za violu i magnetofonsku vrpcu                                                                     | Solistička glazba (vrpca)                  |
| 1988.    | Historia de dos ciudades, radio igra                                                                                    | Glazba za radio                            |
| 1989.    | Dulcian Concert, za fagot i magnetofonsku vrpcu                                                                         | Solistička glazba (vrpca)                  |
| 1989.    | Composición, elektroakustička glazba                                                                                    | Elektroakustička glazba                    |
| 1989.    | Kientzy Concert, za elektronski procesuiran tenorsaksofon u realnom vremenu i magnetofonsku vrpcu                       | Solistička glazba (vrpca)                  |
| 1989.    | Uno y mil efectos de la libertad, elektroakustička glazba                                                               | Elektroakustička glazba                    |
| 1990.    | Viaje al invierno, za flautu i magnetofonsku vrpcu                                                                      | Solistička glazba (vrpca)                  |
| 1990.    | Vade Retro, a Luigi Nono, elektroakustička glazba                                                                       | Elektroakustička glazba                    |
| 1990.    | Tenor concert, za tenorsaksofon solo                                                                                    | Solistička glazba (vrpca)                  |
| 1991.    | Partita para oboe, za obou solo, klarinet, violu i magnetofonsku vrpcu                                                  | Instrumentalna glazba (vrpca)              |
| 1991.    | Contrabajo concert, za kontrabassaksofon solo                                                                           | Solistička glazba                          |
| 1991.    | Soprano-Concert, za sopransaksofon solo                                                                                 | Solistička glazba                          |
| 1991.    | Bajo concert, za bassaksofon solo                                                                                       | Solistička glazba                          |
| 1991-96. | Adagio Scherzo, elektroakustička glazba                                                                                 | Elektroakustička glazba                    |
| 1992.    | Viola Concert, za violu i magnetofonsku vrpcu                                                                           | Solistička glazba (vrpca)                  |
| 1993.    | Baryton concert, za baritonsaksofon solo                                                                                | Solistička glazba                          |
| 1994.    | Dos esbozos para antiguos instrumentos electrónicos                                                                     | Elektronička glazba                        |
| 1994.    | Alto concert, za altsaksofon solo                                                                                       | Solistička glazba                          |
| 1995.    | …que no desorganiza cap murmuri, za blokflautu i magnetofonsku vrpcu                                                    | Solistička glazba (vrpca)                  |
| 1996.    | Constanza (La casa del viento 1) za kvartet blokflauta (sopran, alt, tenor i bas) i magnetofonsku vrpcu                 | Instrumentalna glazba (vrpca)              |
| 1996.    | Sopranino concert, za sopranino saksofon solo                                                                           | Solistička glazba                          |
| 1996.    | Variaciones sobre órgano, za orgulje i magnetofonsku vrpcu                                                              | Solistička glazba (vrpca)                  |
| 1997.    | Scherzo, za violinu, violončelo, trombon i glasovir                                                                     | Komorna glazba                             |
| 1998.    | Quodlibet VII (2. verzija), za udaraljke i magnetofonsku vrpcu                                                          | Solistička glazba (vrpca)                  |
| 1998.    | Vuelta de paseo, za sopran, harfu i magnetofonsku vrpcu                                                                 | Vokalna glazba (uz glazbala)               |
| 1999.    | Clarinet Concert para Harry Sparnaay, za basklarinet i magnetofonsku vrpcu                                              | Instrumentalna glazba (vrpca)              |
| 1999.    | La casa del viento (2. verzija), za flautu i altflautu, klarinet i basklarinet, violu, violončelo i magnetofonsku vrpcu | Instrumentalna glazba (vrpca)              |
| 1999.    | Coreútica, za violu i magnetofonsku vrpcu                                                                               | Solistička glazba (vrpca)                  |
| 1999.    | Amico ai vinto, za engleski rog, dvije viole i magnetofonsku vrpcu                                                      | Instrumentalna glazba (vrpca)              |
| 1999.    | Claro-Oscuro, za malu flautu, flautu (in C), flautu in G i basflautu                                                    | Komorna glazba                             |
| 2000.    | Ergon Rondeau za četiri roga, ozvučeni violončelo i magnetofonsku vrpcu                                                 | Instrumentalna glazba (vrpca)              |
| 2001.    | La casa del viento (3. verzija), za gudački kvartet i magnetofonsku vrpcu                                               | Instrumentalna glazba (vrpca)              |
| 2001.    | Escena, za glas, elektroniku i glasovir, vibrafon i harfu                                                               | Instrumentalna glazba (glas i elektronika) |
| 2002.    | Ronde-Bosse, za violu i harfu i magnetofonsku vrpcu (elektroakustičke interakcije u realnom vremenu)                    | Instrumentalna glazba (vrpca)              |
| 2002.    | Clarinen-tres, versión para viola, za violu i magnetofonsku vrpcu (elektroakustičke interakcije u realnom vremenu)      | Instrumentalna glazba (vrpca)              |
| 2003.    | Son(ru)idos, za harmoniku, klarinet i višekanalnu elektroniku                                                           | Instrumentalna glazba (elektronika)        |
| 2004.    | ...//...minúscula claridad recién nacida...//...                                                                        | Instrumentalna glazba (elektronika)        |
| 2005.    | Alto-Concert II, za alttrombon i elektroniku                                                                            | Instrumentalna glazba (elektronika)        |
| 2006.    | La casa del viento IV, za alttrombon i elektroniku                                                                      | Instrumentalna glazba (elektronika)        |
| 2007.    | Relumbre, za alttrombon i elektroniku                                                                                   | Instrumentalna glazba (elektronika)        |
| 2009.    | Violoncello-Concert a Joan Miró, za violončelo i elektroniku                                                            | Instrumentalna glazba (elektronika)        |
| 2009.    | Bass clarinet-Concert for Harry Sparnaay, verzija za violončelo i elektroniku                                           | Instrumentalna glazba (elektronika)        |

## Vanjske poveznice
- Revista musical chilena – Silvia Herrera: »Gabriel Brncic. Un primer acercamiento hacia el compositor y maestro chileno en el exilio« (šp.)
- www.acteon.es – Gabriel Brncic Isaza (životopis) (šp.)
- Digi-arts: Gabriel Brncic (životopis) (engl.) (šp.) (fr.)
- CLAEM (Centro LatinoAmericano de Altos Estudios Musicales)  Arhivirana inačica izvorne stranice od 27. veljače 2013. (Wayback Machine) (šp.) (engl.)